# كينت كارلسون (سياسي)
كينت كارلسون (بالسويدية: Kent Carlsson)‏ هو سياسي سويدي، ولد في 18 يونيو 1962 في ستوكهولم في السويد، وتوفي في 7 نوفمبر 1993. نشط حزبياً في حزب العمال الديمقراطي الاشتراكي السويدي. وقد انتخب عضو البرلمان السويدي ‏.